# Bogohl 2
Bombengeschwader der Obersten Heeresleitung Nr. 2 – Bogohl 2 – dywizjon bombowy lotnictwa niemieckiego Luftstreitkräfte z okresu I wojny światowej.

## Informacje ogólne
Jednostka została utworzona formalnie w 3 kwietnia 1918 roku w wyniku reorganizacji Kagohl 2. Dowódcą jednostki został mianowany kpt. Pfeiffer. Jednostka została utworzona jako jednostka bombowa i składała się z trzech eskadr Bomberstaffel 10, Bomberstaffel 11, Bomberstaffel 12. W okresie od września do listopada 1917 roku była podporządkowana Kommandeur der Flieger der 5. Armee. W jednostce służył m.in. Karl Christ.

## Dowódcy jednostki
| Stopień | Nazwisko | Okres                          |
| ------- | -------- | ------------------------------ |
| kapitan | Pfeiffer | kwiecień 1917 – listopad 1917  |
|         | Maaß     | listopad 1917? – listopad 1918 |